# 啟德1號

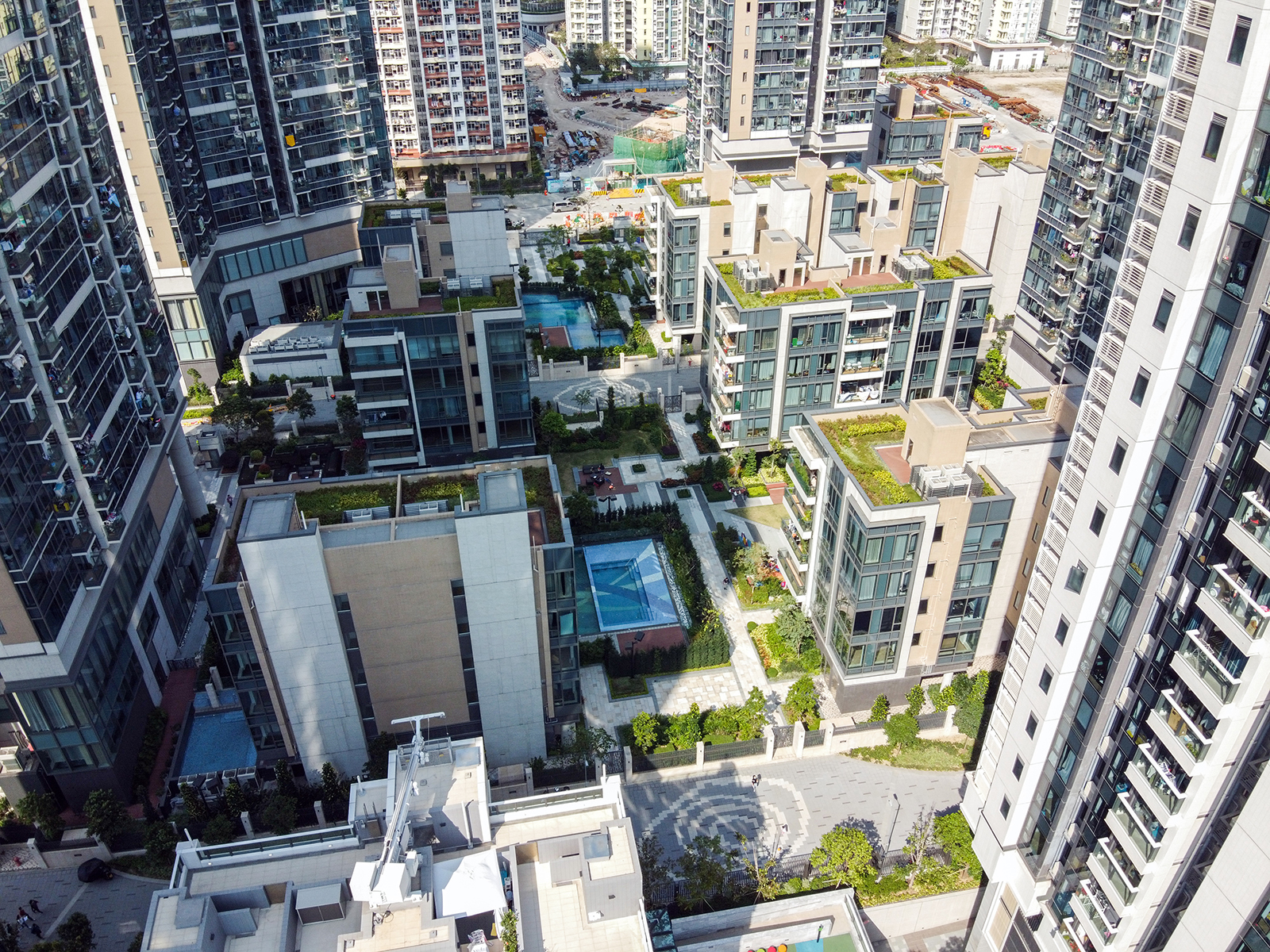
內園

啟德1號（英語：One Kai Tak）是一個位於香港九龍啟德發展區沐安街與沐寧街交界，由兩幅「港人港地」地皮組成的豪華住宅項目，地政總署於2013年3月推出招標，最終由中國海外發展一併投得兩地，並將項目命名為「啟德1號」，由梁黃顧建築師（香港）事務所設計，中國海外房屋工程承建，2017年落成入伙。
發展商在2013年6月各以22.7億港元的代價投得該兩幅土地，以樓面地價計分別為每平方英尺5,427及4,913港元，當時業界預計以實用面積計每平方英尺樓面售價可達約1.3萬港元。
由於香港政府已沒有再推出「港人港地」項目，這措施便實際上停止，發展局局長更稱政府無打算再推出「港人港地」，啟德1號遂成為迄今僅有的「港人港地」發展項目。

## 住宅
項目共分2期發展，設4座高30至32層高住宅物業，以及13座5層高低密度住宅，合共提供1,169個單位。第2期項目由2座大廈（第3及5座）及7座低座（第8至16座）組成，提供624伙單位，實用面積由368方呎至2,414方呎，戶型由一房到複式戶不等。

## 設施
住客會所及花園分佈地下、1及2樓，總面積73,420方呎。會所以香港情懷為主題。設施包括37米長園林泳池、宴會廳、健身室、瑜珈健康舞室、卡拉OK室、模擬飛行艙、鋼琴音樂室、兒童遊樂場等。不過樓書訂明啟德1號（I）及啟德1號（II）為兩個不同的獨立項目，會所設施不可共用。
面向港鐵啟德站車站廣場設2層商業設施，面積約2.7萬平方呎，已在2018年開業，部分商舖由地產代理公司租用，亦曾有一間無人便利店，需預先安裝應用程式（已結業）。此外，也有酒樓、食肆、超級市場、餅店、便利店等店舖。到2022年9月，發展商中國海外標售商場，當時叫價達11億至12億元，到2023年4月街市承包商建華集團斥6.5億元購入商場舖位和停車場。
項目亦設有停車場，位於地庫。第1期設92個住客停車位；第2期設104個住客停車位。

## 升降機服務
啟德1號升降機服務樓層列表（全部為三菱電機升降機）
第一期
- 第1座（產品型號：Nexway-S）

- 4部：升降機到達地庫至地下及3樓至36樓
- 1部：升降機到達地庫至36樓
- 第1座之會所（產品型號：Elenessa）

- 1部：升降機到達地下至2樓
- 第2座（產品型號：Nexway-S）

- 3部：升降機到達地庫至地下及3樓至37樓
- 1部：升降機到達地庫至37樓
- 低座第1、2、3、5、6及7座（產品型號：Elenessa）

- 1部：升降機到達地庫至天台
第二期
- 第3座（產品型號：Nexway-S）

- 4部：升降機到達地庫至地下及2樓至37樓
- 1部：升降機到達地庫至37樓
- 第5座（產品型號：Nexway-S）

- 4部：升降機到達地庫至地下及3樓至36樓
- 1部：升降機到達地庫至36樓
- 第5座之會所（產品型號：Elenessa）

- 1部：升降機到達地庫至2樓
- 低座第8、9、10、11及12座（產品型號：Elenessa）

- 1部：升降機到達地庫至天台
- 低座第15及16座（產品型號：Elenessa）

- 1部：升降機到達地庫至1樓、3樓及天台
備註
1. 所有座數均不設4樓、13樓、14樓、24樓及34樓。

## 銷售
發展商在2016年8月底公佈價單，呎價介乎15,080元至18,418元，扣除折扣後，386方呎1房單位入場費為491.8萬元。定價公佈後引發網民熱烈討論，批評定價過高，與「港人港地」的原意背道而馳。發展商中海外地產董事總經理游偉光指出，當年特首推出港人港地，只考慮讓港人優先買樓，並無要求以合理價錢售予港人。
雖然項目銷售限制多，定價亦被指過高，但無阻銷情。樓盤收到超過10,000個登記，平均每33人爭購一伙，成為1997年紅磡海逸豪園後，九龍區收票最多的新盤。其後揀樓出席率超過九成。首天開售6小時內已沽清300個單位。發展商中海外地產董事總經理游偉光對銷情感到滿意，反映用家和投資者追求優質單位。
發展商於2017年1月3日發放第2期的樓書，當中共624個單位，高座佔610伙，低座佔24伙。1房折實入場價約642萬元，貴4個月前項目1期逾2成。

## 銷售限制和爭議
啟德1號為「港人港地」項目，由批地日期起計的30年內只可售予香港永久性居民。買家不能以公司名義購買。即使業主可出租單位予租客，但預繳租金不可超逾12個月，每份租約租期限制於五年內。地政總署亦規定由批地起計30年內，單位轉售、放租及承造按揭，均須獲得署方書面同意。
不過到2017年3月，有媒體發現該樓盤已售出的310個單位中，30張合約屬一客多買，並以首置客身分買入。當中包括已獲取香港永久身份證的前中聯辦社會工作部副巡視員桂嵐以1000萬元購入兩伙單位，亦有地產經紀將公屋住址借予內地工作的香港買家購入兩伙。有立法會議員認為，港人港地樓盤已違背及偏離政策原意，變為投資工具。2018年，《明報》有報道指「港人港地」住宅項目啟德1號有超過8成單位獲准轉售出租，議員譚文豪質疑啟德1號買家是否真的把單位作自住用途，並質疑批准大量租售申請是違反政策原意。

## 途經交通
地庫停車場提供93個住客車位，另外有10個住客電單車位及14個單車位。
項目附近為新發展區，如需乘搭公共交通，可選乘城巴20號，或步行數分鐘到啟晴邨、德朗邨或宏天廣場。
屯馬綫啟德站位於項目西北面。
運輸署於《2017-2018年度九龍城區巴士路線計劃》，建議開辦兩條全新路線服務該屋苑，兩線均以公開招標邀請巴士公司入標承投：
- 城巴20線：啟德（沐安街） ↔ 長沙灣（海達）（途經啟晴邨、德朗邨、新蒲崗、九龍城、亞皆老街、窩打老道、富榮花園及海富苑。）
- 過海隧道巴士608線：九龍城（盛德街） ↔ 筲箕灣（途經土瓜灣、啟德、德朗邨、麗晶花園、啟業邨、九龍灣、觀塘繞道、東隧、北角、鰂魚涌、康山及西灣河。）

## 興建圖片

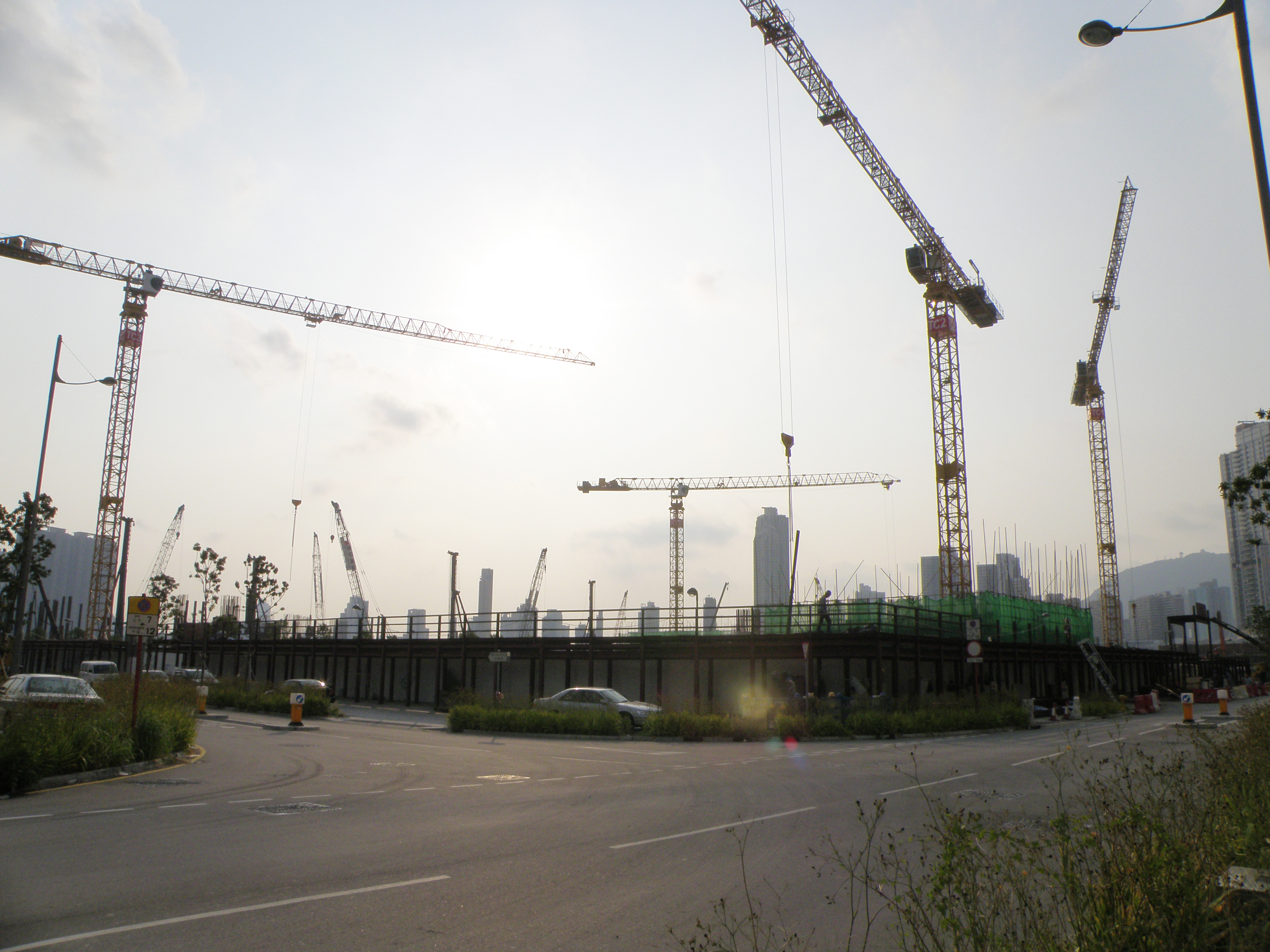
2015年9月
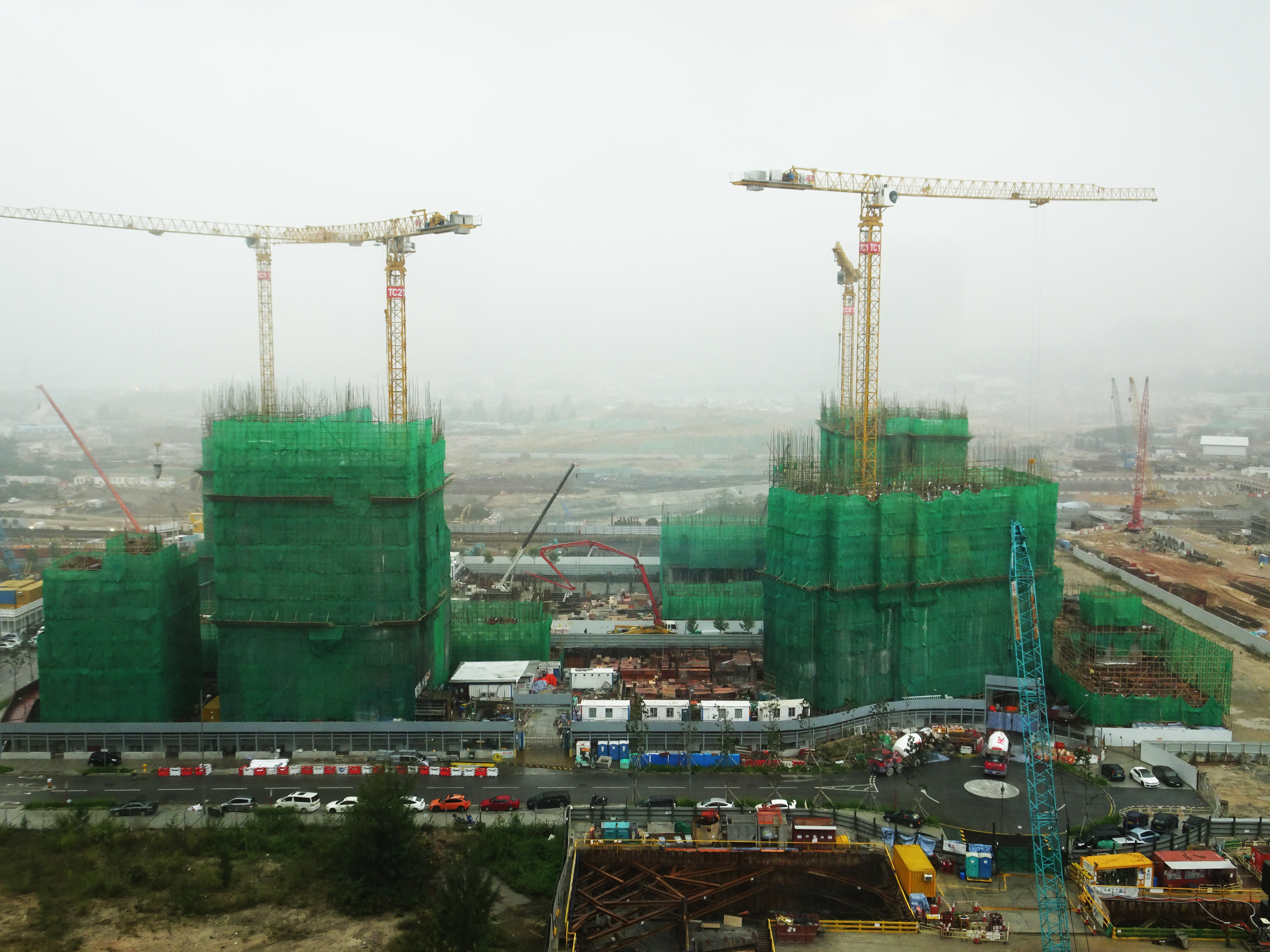
2016年1月
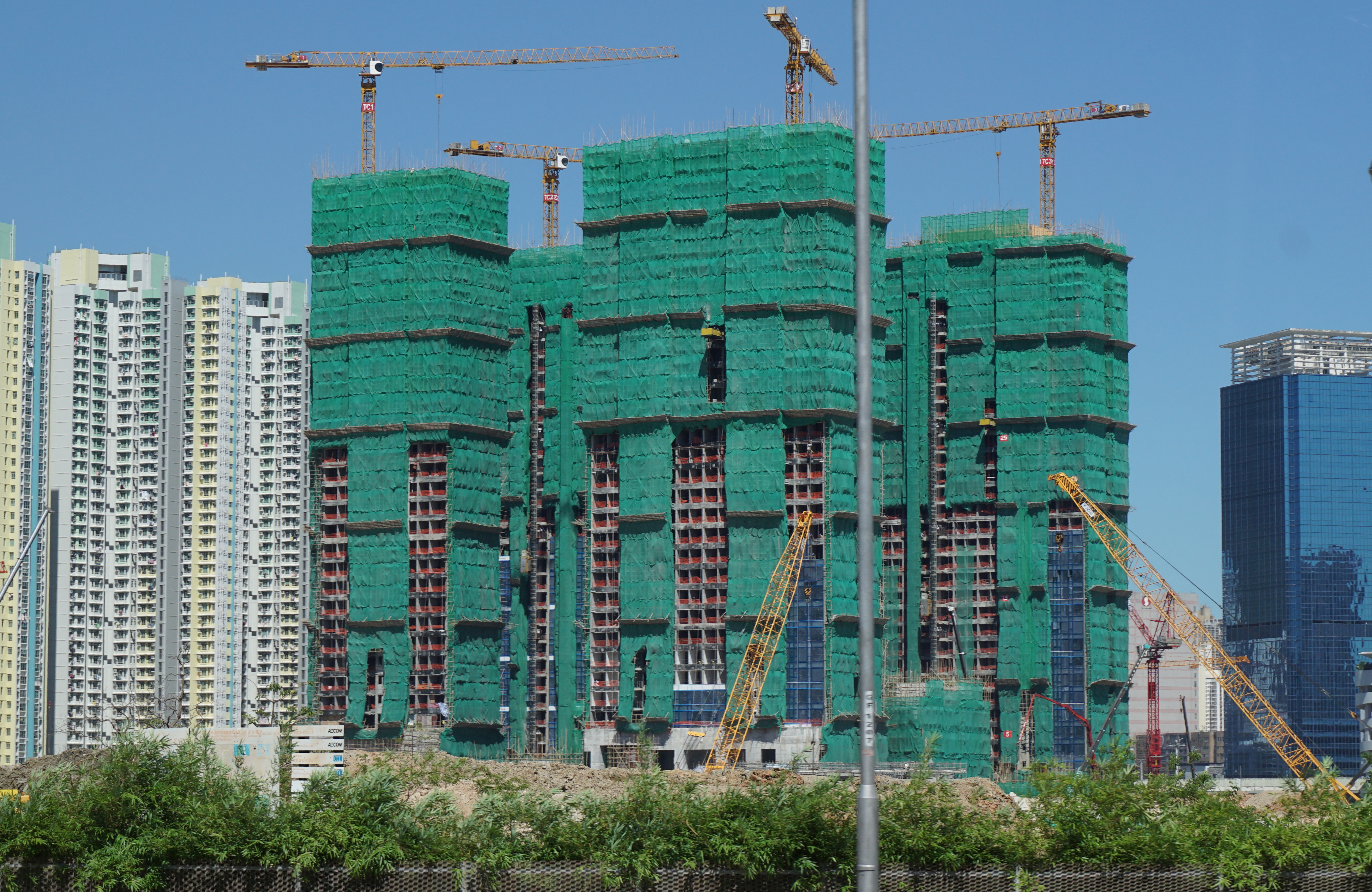
2016年6月
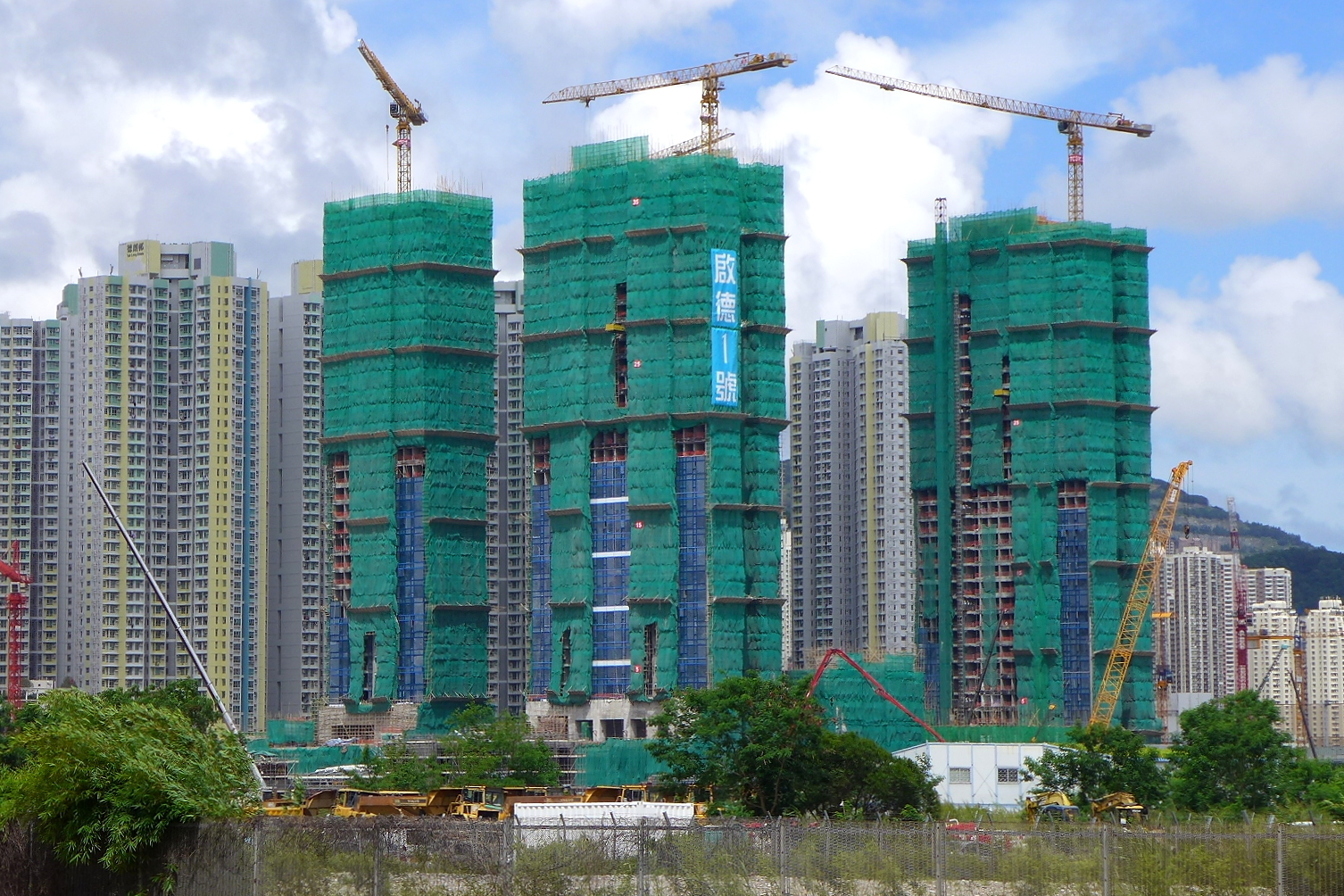
2016年7月